# Akibani
Akibani (auch: Ankibani, arabisch اکیبانی) ist ein Ort auf der Insel Anjouan im Inselstaat Komoren im Indischen Ozean.

## Geographie
Akibani liegt zusammen westlich von Mutsamudu an der Nordküste der Insel.
Die Flüsse Hangoué und Mpouzini münden im Ortsgebiet ins Meer und der Ort erstreckt sich entlang des Mpouzini relativ weit ins Landesinnere. Zwei Moscheen gibt es im Ort. Die benachbarten Siedlungen sind Mjimandra (O) und Chironkamba im Westen. Eine Küstenstraße in den stark von Schluchten durchzogenen Gebiet verbindet die Orte.